# Mink (가수)
mink(본명: 이밍크, 1984년 2월 15일 ~ , 인천광역시 청학동 출생)는 일본에서 활동중인 대한민국 국적의 가수이다. 그의 싱글 《글로리 오브 라이프》(Glory Of Life)는 미국 핫댄스클럽플레이 차트에서 1위를 차지하였다.